# Minivet de Swinhoe
Pericrocotus cantonensis
Espèce
Statut de conservation UICN

 LC  : Préoccupation mineure
Le Minivet de Swinhoe (Pericrocotus cantonensis) est une espèce de passereaux de la famille des Campephagidae.
Cet oiseau vit en Chine ; il hiverne en Indochine.